# Supertaça Portuguesa de Futebol Feminino de 2017
A Supertaça Portuguesa de Futebol Feminino de 2017 foi a 3ª edição da Supertaça Portuguesa de Futebol Feminino. 
Opôs o Sporting CP, enquanto vencedor da Liga Allianz de 2016–17 e da Taça de Portugal de 2016–17, ao Sporting Clube de Braga, finalista vencido da Taça de Portugal Feminina.
A partida foi disputada a 3 de setembro de 2017 no Estádio Cidade de Coimbra.

## Historial
O Sporting CP e o SC Braga qualificaram-se para a sua primeira participação de sempre na Supertaça Portuguesa de Futebol Feminino.

## Qualificação
O Sporting CP qualificou-se para a Supertaça de Futebol Feminino de 2017 enquanto Campeão Nacional e vencedor da Taça de Portugal de 2016–17, tendo conquistado a 1.ª dobradinha do seu palmarés.
O SC Braga qualificou-se para esta edição da Supertaça enquanto finalista vencido da Taça de Portugal de 2016–17.

## Partida
| 3 de setembro de 2017 | Sporting CP                  | 3 – 1     | SC Braga    | Estádio Cidade de Coimbra                     |
| 15:00 WEST (UTC+1)    | Ana Capeta 90+2', 103', 118' | Relatório | Pauleta 12' | Público: 3,451 Árbitro: Catarina Campos (POR) |

| Sporting CP | SC Braga |

## Campeão
| Supertaça de Futebol Feminino de 2017 |
| ------------------------------------- |
| Sporting CP 1º Título                 |